# 大橋勇人
大橋 勇人（おおはし ゆうと、11月8日 - ）は、日本の男性声優。福島県出身。

## 人物
かつてはリマックスに所属していた。その後はネクシード預かりだったが、2025年中に所属が確認できなくなっており、その後の声優活動の継続は不明。
趣味は野球、歌、ギター、ゲーム、カラオケ。特技はモノマネ。

## 出演

### テレビアニメ
- クイーンズブレイド
- となりの吸血鬼さん（2018年、観客D）
- ありふれた職業で世界最強（2019年、男性）
- 戦闘員、派遣します!（2021年、街の人A）
- ひぐらしのなく頃に卒（2021年、村人）
- とあるおっさんのVRMMO活動記（2023年、プレイヤー）
- 多数欠（2024年、男）

### ゲーム
- ロストストーンズ（2020年、アスラ 他）

### 吹き替え

#### 映画
- アマチュア（男性配信者[3]）
- オッペンハイマー（セス・ネッダーマイヤー〈デヴォン・ボスティック〉[4]）
- キャッシュトラック (チャーリー、他)
- ザ・ミスフィッツ（ウィック〈マイク・アンジェロ〉[5]）
- スプラッシュ ※Disney+版
- ツイスターズ[6]
- ディープ・インパクト・セカンド・クライシス（ベニー）
- デイ・アフター・トゥモロー2020
- トップガンナー（バレット）
- ファイナル・レベル エスケイプ・フロム・ランカラ（ジェイク）
- ブラック・ウィッチ（ロブ）
- マダム・ウェブ[7]
- ミッキー17（備品担当官[8]）

#### ドラマ
- イカゲーム
- 今、私たちの学校は…（ハン・ギョンス〈ハム・ソンミン〉）
- 窓際のスパイ（カーリー〈ブライアン・ヴァーネル〉）

#### アニメ
- レゴ フレンズ シーズン2（リッキー）
- キャッチ!ティニピン（2022年、イアン[9]、おじいさん、ハト1）

### デジタルコミック
- ひとつしかないもの（2023年、教師、男、居酒屋の店員、コウジ[10]）
- その好きほんと。（2024年、寛太郎[11]）

### テレビドラマ
- ゼロ 一獲千金ゲーム（2018年）
- 特命刑事 カクホの女（2018年）
- ハケン占い師アタル（2019年）

### テレビ番組
- 日曜THEリアル!ドン底人生脱出大作戦

### 舞台
- リマックス新人公演